# Pseudochirita guangxiensis
Pseudochirita guangxiensis är en tvåhjärtbladig växtart som först beskrevs av S.Z. Huang, och fick sitt nu gällande namn av Wen Tsai Wang. Pseudochirita guangxiensis ingår i släktet Pseudochirita och familjen Gesneriaceae.

## Underarter
Arten delas in i följande underarter:
- P. g. glauca
- P. g. guangxiensis